# Magdalena Damaske
Magdalena Damaske est une joueuse de volley-ball polonaise née le 19 février 1996 à Rumia. Elle mesure 1,86 m et joue au poste de réceptionneuse-attaquante.

## Clubs
| Club                 | De        | À         |
| -------------------- | --------- | --------- |
| TPS Rumia            | 2008-2009 | 2011-2012 |
| Gedania Gdańsk       | 2012-2013 | 2013-2014 |
| SMS Sosnowiec        | 2012-2013 | 2013-2014 |
| Trefl Sopot          | 2014-2015 | 2016-2017 |
| Legionovia Legionowo | 2017-2018 | 2019-2020 |
| MKS Kalisz           | 2020-2021 | 2020-2021 |
| Legionovia Legionowo | 2021-2022 | 2021-2022 |
| Radomka Radom        | 2022-2023 | ...       |

## Palmarès

### Équipe nationale
- Championnat d'Europe des moins de 18 ans
  - Vainqueur : 2013.

### Clubs
- Coupe de la CEV
  - Finaliste : 2015.
- Coupe de Pologne
  - Vainqueur : 2015.
  - Finaliste : 2016.
- Championnat de Pologne
  - Finaliste : 2015, 2016.
- Supercoupe de Pologne
  - Finaliste : 2015.